# Heinz Schubert (Künstler)

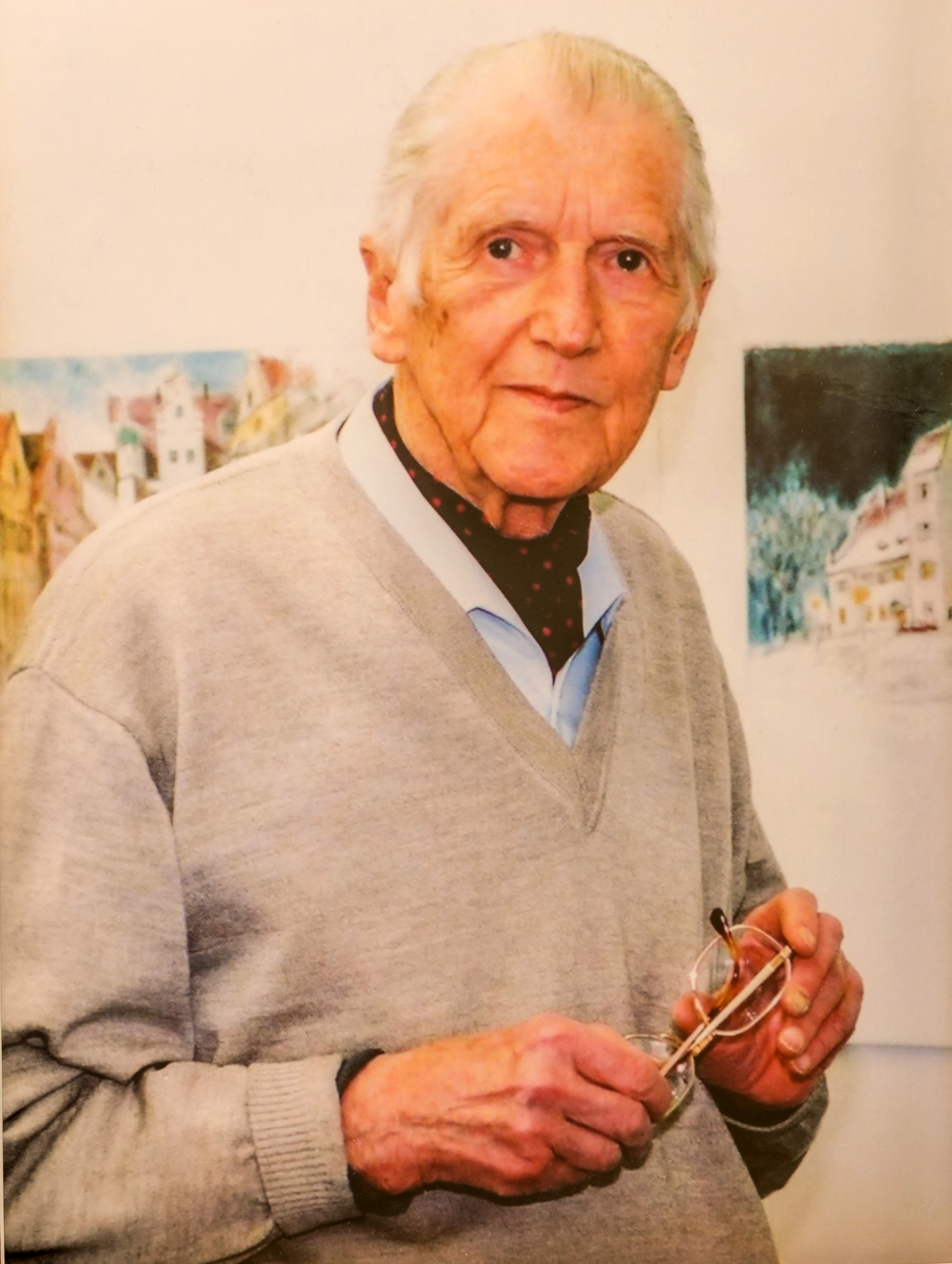
Porträt von Heinz Schubert. Im Hintergrund hängen Gemälde an der Wand, die das Schlößle und Haubenschloß in Kempten abbilden.

Heinz Schubert (* 7. Oktober 1912 in Zwettnitz, Österreich-Ungarn [heute Světice, Gemeinde Bystřany, Tschechien]; † 26. August 2001 in Kempten (Allgäu), Deutschland) war ein deutschböhmischer, tschechoslowakischer und deutscher Maler, Grafiker sowie Zeichner. Schubert kam 1947 nach Kriegsgefangenschaft als Freischaffender nach Kempten und wirkte dort als solcher bis zu seinem Lebensende. Zahlreiche Bücher enthalten Hunderte in unterschiedlichen Techniken erstellte Illustrationen von Schubert. Zu seinem Repertoire gehören unter anderem Bleistiftzeichnungen, Lithographien, Zinkätzungen, Aquarelle, Federzeichnungen und Arbeiten aus Tempera sowie Kreide, teilweise auch als Mischtechniken.

## Leben
1930 schloss Schubert mit der Matura ab. Er studierte daraufhin Architektur an der Deutschen Technischen Hochschule (DTH) sowie die Bildenden Künste an der Karl-Ferdinands-Universität in der tschechoslowakischen Hauptstadt Prag. Nach dem ersten Staatsexamen blieb Schubert zunächst Mitarbeiter an der DTH, lehrte als Zeichenlehrer daraufhin an einer Prager Oberschule. 1939 heiratete er die promovierte Prähistorikerin Josefine Kollmann (1911–2009), die er in der gemeinsamen Studienstadt kennenlernte. 1941 kam Tochter Ulrike zur Welt.
1942 wurde er zum Kriegsdienst einberufen und geriet 1944 als Verwundeter in US-amerikanische Gefangenschaft, in der er zwei Jahre in einem belgischen Kohlebergwerk unter Tage zwangsbeschäftigt war. Nach der Freilassung kam er 1947 durch seinen Kriegskameraden Engelbert Albrecht aus dem Wallfahrtsort Heiligkreuz, der Lehrer war, nach Kempten (Allgäu). Schuberts Frau, die zwischenzeitlich in Thüringen lebte, erfuhr durch einen früheren Kontakt aus Prag, dass ihr Mann noch am Leben war. In Kempten fand er mit seiner Familie wieder zusammen und eine neue Wirkungsstätte als freischaffender Künstler. Schuberts Familie lebte in einem kleinen Holzhaus am Mariaberg in der Nähe des Kalbsangsttobels bei Kempten zunächst mit der Familie Scholz auf engstem Raum. Der Lehrer und Zeichner Udo Scholz war ein früherer Studienkollege der Familie Schubert in Prag. Er war der Vater des späteren Geologen Herbert Scholz, des Hauptautors des Standardwerks Bau und Werden der Allgäuer Landschaft, zu dem auch Udo Scholz zahlreiche Zeichnungen beitrug. 1948 lernte Heinz Schubert den Historiker und Buchautor Alfred Weitnauer kennen und stellte ihm direkt seine Arbeit aus der neuen Heimat Allgäu vor.
Zeitweise war er dort als Kunsterzieher an unterschiedlichen Schulen beschäftigt. Schubert wurde 1954 zum Ehrenvorsitzenden des von ihm mitgegründeten Berufsverbandes Bildender Künstler Schwaben-Süd mit Sitz in Kempten gewählt. Er trug dieses Ehrenamt bis 1979, also 25 Jahre lang. Während dieser Zeit rief Schubert einen Sozialfonds für Künstler ins Leben, dessen Satzung als Muster für weitere ähnlich orientierte Institutionen in Bayern galt.
Im Sommer 2001 starb der Illustrator im Alter von 89 Jahren in Kempten. Schubert wurde auf dem Zentralfriedhof beigesetzt, dem Ort, an dem er bis 1970 an der künstlerischen Ausgestaltung der Aussegnungshalle beteiligt war. 2007 übergab seine Witwe Josefine Schubert dem Heimatverein Kempten 113 seiner Werke.
2012 erinnerte eine Ausstellung seiner Werke in Kempten an seinen 100. Geburtstag. Ein Gremium des Stadtrats von Kempten beschloss im Jahr 2015, den Platz (Zumsteinwiese) südlich des Zumsteinhauses als Heinz-Schubert-Platz zu benennen.

## Werke

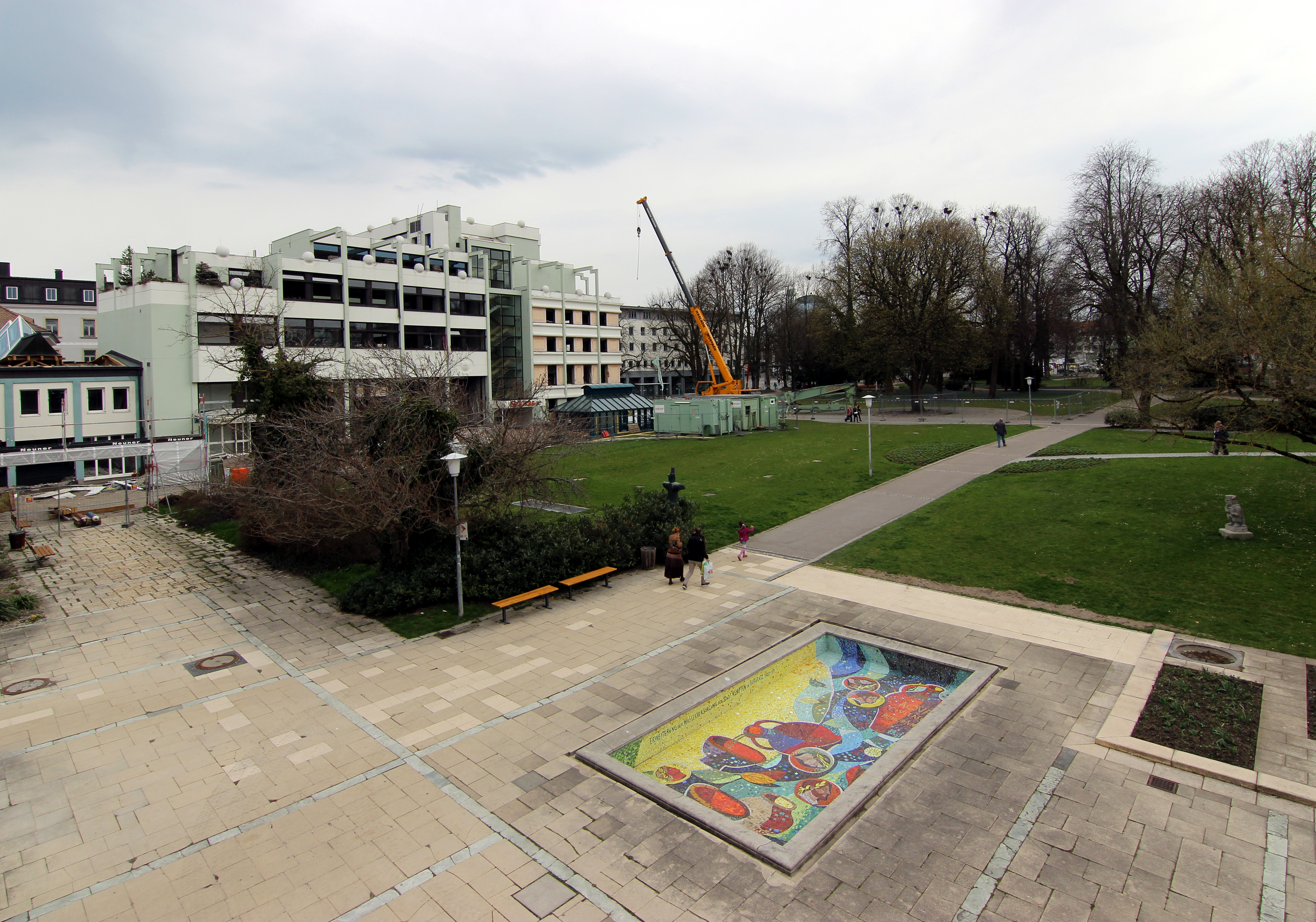
Heinz-Schubert-Platz: Das Wasserbecken am Zumsteinhaus im April 2015

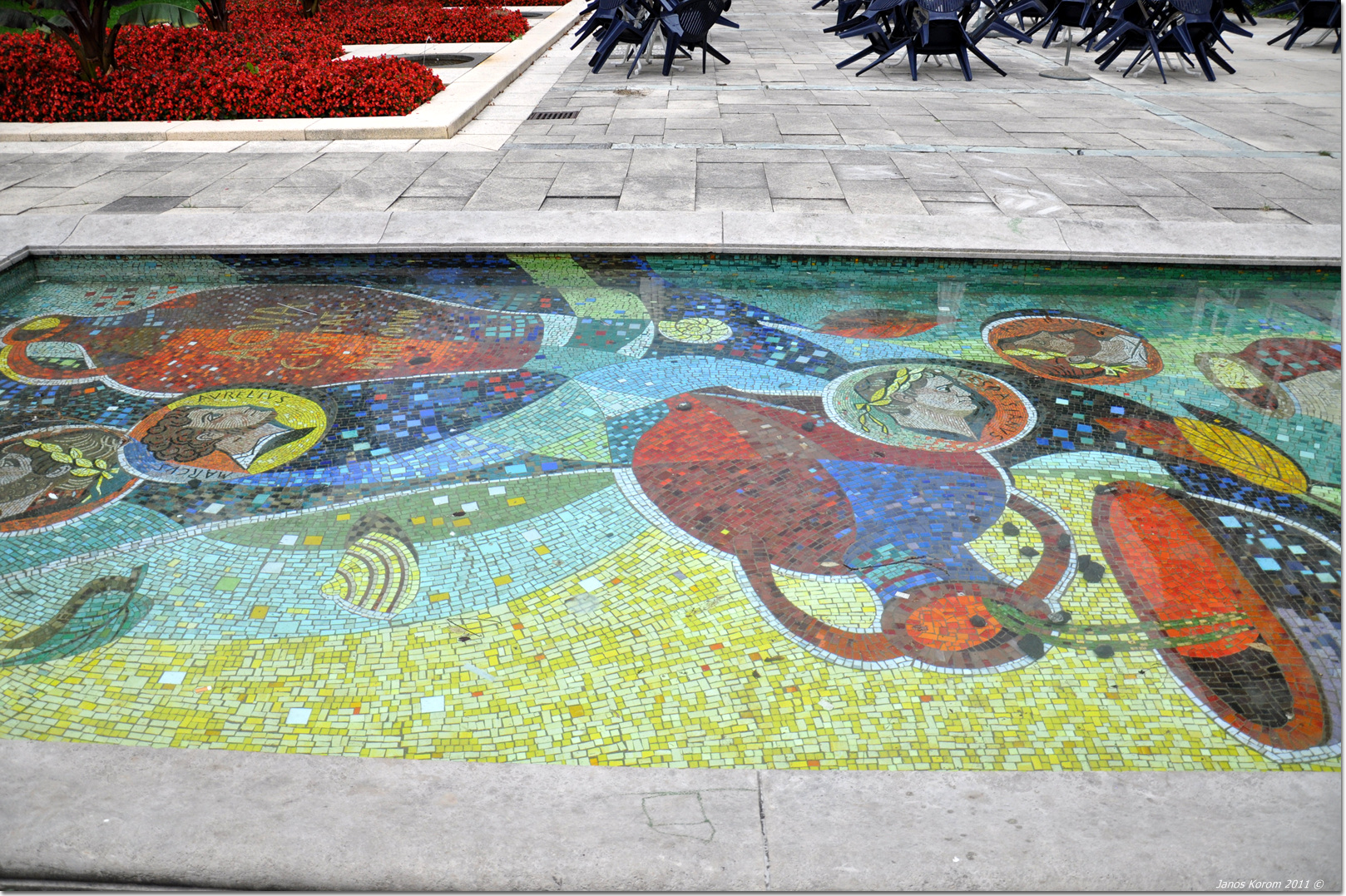
Wasserbecken auf dem Heinz-Schubert-Platz

Schubert malte Architektur- und Städteansichten. Als Grafiker illustrierte er eine Vielzahl von Büchern, Tonträgern (Schallplatten- und CD-Cover) sowie Ansichts- und Grußkarten. Er zeichnete Prag auch noch in den 1980ern, seine Zeichnungen in Prag gingen weitestgehend verloren. Auch Motive aus der Schweiz fertigte Schubert an. Eines seiner Lieblingsmotive war die Basilika St. Lorenz in Kempten. Er dokumentierte zahlreiche historische, mittlerweile abgerissene Gebäude in Kempten. Seine Zeichnungen werden aus diesem Grund als wertvolle zeitgenössische Dokumentationen gesehen.
Zu den illustrierten Büchern gehören jene von Alfred Weitnauer, Else Eberhard-Schobacher, Peter Dörfler und Arthur Maximilian Miller. Ferner zählen 200 Postkartenansichten, die ab 1980 in mehreren Reihen erschienen, zu seinem Werk. Sie decken ein breites Spektrum an Orten ab, neben Kempten und dem Allgäu sind weitere Winkel Schwabens in diesen Postkarten eingefangen. Fotografische Arbeiten fertigte Schubert nicht an.

### Mosaikbecken auf dem späteren Heinz-Schubert-Platz
Das Wasserbecken auf dem Heinz-Schubert-Platz am Zumsteinhaus in Kempten wurde von Schubert entworfen und von Helmut Görsch (1909–1991) als Mosaik mit tausenden Glasstücken ausgeführt. Die Jahreszahl 1957 erinnert an das Stiftungsjahr des 1959 realisierten Beckens. Das Wasserwerk Kempten hatte kurz vorher eine neue Wasserversorgungsanlage erschlossen. Damit war der Jahre früher festgestellte Versorgungsengpass der wachsenden Stadt mit Wasser weitestgehend aufgehalten. Im Mosaik sind Amphoren, Trinkgefäße und römische Münzen mit Porträts der römischen Kaiser Nero, Vespasian, Mark Aurel, Antoninus Pius und Hadrian abgebildet. Das römische Thema schlägt dabei eine Brücke zu Cambodunum, der antiken Vorgängerstadt. Auf einer Amphore steht die Feststellung „Aqua civitas principium“ (lat. für „Wasser ist der Anfang jeglichen Gemeinwesens“). Ergänzt wird das Mosaikbecken auf dem Platz mit acht runden Springbrunnenbecken. Das Wasser kommt aus dem Calgeerpark.

### Geätzte Zinkplatten als Buchillustration
Die Zinkätzung war eine Kunsttechnik im klassischen Buchdruck, die mit dem modernen Offsetdruck ausgestorben ist. Ätzungen in Zinkplatten ergaben eine Druckform, mit der Illustrationen in Büchern in größeren Auflagen möglich waren. Es waren lediglich einfarbige Motive bei Zinkätzungen möglich, was Schubert die künstlerische Vielfalt zunächst einschränkte, wie er später reflektierte: „Die Arbeit mit dem ganz neuen Material, das spröde und zäh und dabei mehr auf Improvisation als auf Detailgenauigkeit ausgerichtet war, erforderte eine entsprechende Thematik, die im skurril-phantastischen Bereich lag. […] Das unerbittliche Schwarzweiß, das keine Halb- oder Vierteltöne kannte, war die Grundsubstanz eines jeden Blattes, auf der es immer wieder etwas hervorzuheben galt.“
Schubert setzte sich mit den Zinkätzungen weiter auseinander, bis ihm schließlich die praktische Anwendung im Jahr 1969 gelang. Der Historiker und Bezirksheimatpfleger Alfred Weitnauer war zunächst skeptisch, als es um Illustrationen in diesem Fertigungsverfahren für seine neue Geschichtsbuchtrilogie Allgäuer Chronik ging. Schubert konnte ihn später überzeugen, sodass im ersten Band von 1969 über 200 in Zink geätzte Bilder enthalten waren. Im zweiten Band von 1971 sind es 224 und im dritten Band von 1972 genau 223 Illustrationen in dieser Technik geworden.
1980 beendete Schubert seine Arbeit mit geätzten Zinkplatten. Der 1593 in Kempten gegründete Kösel-Verlag, bei dem zahlreiche Publikationen mit Schuberts Beteiligung gedruckt worden waren, stellte in diesem Jahr die klassische Drucktechnik mit Bleilettern ein. Künftig wurde bei Kösel nur noch im Offsetdruck vervielfältigt. Ein Großteil dieser Platten wurde bei einem Illerhochwasser 1999 zerstört.

### Bücher mit Grafiken und Illustrationen
Eine Auswahl an illustrierten Publikationen, an denen Schubert maßgeblich beteiligt war. Dazu gehören auch Buch- und Schutzumschläge.
- Cherubin und der Leutnant. Eine Prager Novelle (von Emil Franzel). Steirische Verlagsanstalt, Graz 1941 (10 Textillustrationen).
- Allgäuer Sagen (von Hermann Endrös und Alfred Weitnauer). Verlag des Heimatpflegers von Schwaben, Kempten 1954 (126 Illustrationen).
- Die Baiern und die Schwaben (von Alfred Weitnauer). Diverse Auflagen.
- Auch Schwaben sind Menschen (von Alfred Weitnauer). Diverse Auflagen.
- Allgäu-Trilogie (3 Bände von Peter Dörfler, 1934–1936 erschienen, diverse Auflagen, ab den 1950ern mit Werken von Schubert).
  - Der Notwender.
  - Der Zwingherr.
  - Der Alpkönig.
- Die Papstfahrt durch Schwaben (von Peter Dörfler). Diverse Auflagen.
- Karlsbad. Callwey-Verlag, München 1980, ISBN 978-3-7667-0509-9.
- Bilder, Graphik, Texte (Katalog anlässlich der Hofgartensaal-Ausstellung des Berufsverbandes Bildender Künstler). Allgäuer Zeitungsverlag, Kempten 1987.
- Kempten: Farbige Zeichnungen und Skizzen. Brack-Verlag, Altusried 1997, ISBN 3-930323-10-9.
- 77 Illustrationen. Aus schwäbischen Büchern und dem „Schönen Allgäu“. Allgäuer Zeitungsverlag, Kempten ohne Jahr.

### Schriften
- Die Kunst im Allgäu nach 1945. In: Allgäuer Geschichtsfreund, Nr. 90, Kempten 1990.
- Nachruf auf eine graphische Technik: Die Zinkätzung. In: Allgäuer Geschichtsfreund, Nr. 102, Kempten 2002.

## Auszeichnungen (Auswahl)
In seiner über 50-jährigen Schaffenszeit in Kempten erhielt Schubert zahlreiche Preise. Das Bundesverdienstkreuz am Bande erhielt Heinz Schubert auf Vorschlag des bayerischen Ministerpräsidenten Franz Josef Strauß 1986. 1997 erhielt Schubert vom Verein Freunde der Kemptener Museen, der international Werke aus der Region für die lokale Museumslandschaft erwirbt, die Johannesmedaille.
- 1953: Kunstpreis der Stadt Kempten (Allgäu)
- 1968: Kunstpreis des Bezirks Schwaben (anlässlich der Großen Schwäbischen Kunstausstellung in Augsburg)
- 1986: Bundesverdienstkreuz am Bande
- 1987: Verdienstmedaille des Bezirks Schwaben
- 1992: Große Goldene Residenzmedaille der Stadt Kempten (Allgäu)
- 1997: Merkur-Büste der Stadt Kempten (Allgäu)

## Ausstellungen (Auswahl)
- 1981: Buchgraphik
- 1987: Einzelausstellung in der Residenz Kempten
- 1992: Skripturen im Kloster Irsee
- 1998: Bilder aus der Mondschublade in Kempten
- 2002: 24. Ostallgäuer Kunstausstellung in Marktoberdorf (postum)[12]
- 2007: Bekanntes und Unbekanntes in Kempten (postum)
- 2012: 100 Jahre Heinz Schubert in Kempten (postum)
- 2017: Malerische Streifzüge durch Kempten in Kempten (postum)